# Lopidea incurva
Lopidea incurva är en insektsart som beskrevs av Knight 1918. Lopidea incurva ingår i släktet Lopidea och familjen ängsskinnbaggar. Inga underarter finns listade i Catalogue of Life.